# Polygala kalaxariensis
Polygala kalaxariensis là một loài thực vật có hoa trong họ Polygalaceae. Loài này được Schinz miêu tả khoa học đầu tiên năm 1888.